# Kartigám
A Kartigám Mészáros Ignác által németből magyarra átültetett heroikus regény; először 1772-ben Pozsonyban jelent meg. Teljes címe: Buda várának visszavételekor a keresztyének fogságába esett Kártigám nevű török kisasszonynak ritka és emlékezetes történeti.

## Témája, eredete
Kártigám, az erényes hajadon, egy török basa leánya. Története Magyarországon, Buda visszavétele idején kezdődik. Buda visszafoglalása után Párizsba kerül, a keresztségben Krisztina nevet kap. XIV. Lajos francia király grófi méltóságra emeli, Sándor herceg megkéri kezét; egybekelésüknek több akadály áll útjában, míg végre összeházasodnak. Ekkor derül ki, hogy Kártigám-Krisztina valójában nem is török, hanem egy csatában elesett magyar nemesember leánya. A valószínűtlen kalandokkal zsúfolt könyvben a heroikus regények minden jellemzője megtalálható.
A német regény szerzője, bizonyos Menander, francia mintából dolgozott (Der schönen Türkin wundersame Geschichte, 1723). Mészáros Ignác a regényt ebből fordította, illetve dolgozta át és a maga neve alatt nyomatta ki. Az idegen anyaghoz magyar vonatkozású részleteket fűzött, ez volt a könyv népszerűségének egyik titka. A magyar olvasóközönség a „török” kisasszony érzékeny történetét addig páratlan tetszéssel fogadta, úgyhogy a század végéig még háromszor adták ki (1778, 1780, 1795).

## Nyelve, jelentősége
Mészáros Ignác meglehetősen hűen fordított, az áradozó beszéd, a dagályos udvarlások és cicomás leírások megfeleltek a magyar olvasó ízlésének. A fordítás nagy híréről azonban Kazinczy Ferenc többször lenézően nyilatkozott, a „faldosva-faldosott nyomorult munkát” megvetette (levele Szemere Pálhoz, 1817). A Kartigámot 1880-ban Heinrich Gusztáv bevezetésével és jegyzeteivel adták ki. Heinrich Gusztáv szerint Mészáros Ignác nyelve sokszor darabos, ízetlen ugyan, de hozzájárult a magyar prózai elbeszélő stílus kifejlődéséhez.
A heroikus regények divatja Nyugat-Európában ekkor már régen elmúlt. Mészáros sikere ellenére nálunk nem született eredeti hősi regény. A Kartigám megjelenése évében lépett fel ugyanis Bessenyei György, és az új szellemi mozgalom, melyet működése indított, ha a közönséget nem is, de az írókat megérintette: a régi szabású, gáláns regények kora lejárt.